# Radüner Rothorn
Radüner Rothorn är en bergstopp i Schweiz.   Den ligger i regionen Engiadina Bassa/Val Müstair och kantonen Graubünden, i den östra delen av landet, 190 km öster om huvudstaden Bern. Toppen på Radüner Rothorn är 3 022 meter över havet, eller 143 meter över den omgivande terrängen. Bredden vid basen är 1,0 km.
Terrängen runt Radüner Rothorn är bergig åt nordost, men åt sydväst är den kuperad. Närmaste större samhälle är Davos, 12,2 km nordväst om Radüner Rothorn. 
Trakten runt Radüner Rothorn består i huvudsak av gräsmarker. Runt Radüner Rothorn är det mycket glesbefolkat, med 4 invånare per kvadratkilometer.